# Josep Cervera i Grifol
Josep Cervera Grifol (València, 8 d'abril de 1921-1981) va ser un escriptor i poeta valencià. L'Ajuntament de València va decidir en 1982 obrir el carrer que du el seu nom.

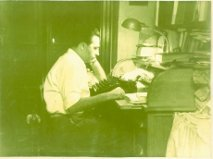
El poeta valencià Josep Cervera i Grifol al seu estudi
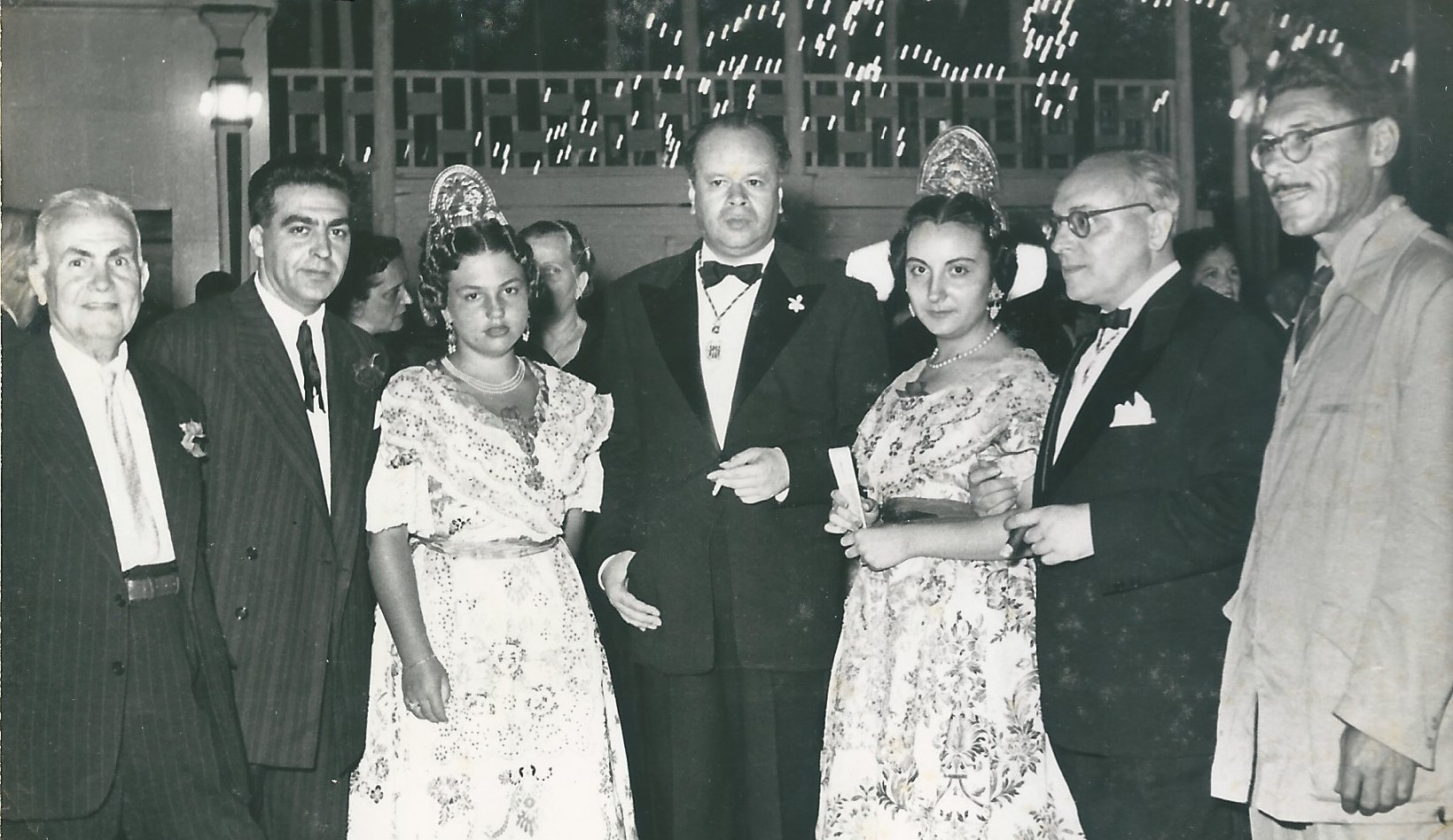
Josep Cervera i Grifol amb Ricard Sanmartín Bargues i Enric Matalí Timoneda als Jocs Florals de 1956

Fou membre de l'associació cultural Lo Rat Penat, participant en el Curs de llengua i Cultura Valencianes a la Universitat de València, impartits per Manuel Sanchis Guarner, durant el curs 1955-1956, en el que participarien a més altres personatges rellevants de la cultura valenciana d'aquell moment, amb els quals tenia una bona amistat, com són: Nicolau Primitiu Gómez Serrano, Emili Beüt Belenguer, Maximilià Thous Llorens, Francesc Ferrer Pastor, Enric Matalí i Timoneda, Enric Valor i Vives, Ricard Sanmartín Bargues o el mateix Carles Salvador Gimeno.
Dintre de les tasques que feu com a membre de Lo Rat Penat està la de professor dels cursos de valencià que l'associació impartia.
Com a poeta participà en certàmens i vetlades de poesia com l'organitzada per Lo Rat Penat anomenada “Vetlada a la Verge del Dolors”, i també fou autor de llibrets de falla que resultaren premiats per la seua qualitat poètica.